# Пушкин, Алексей Алексеевич

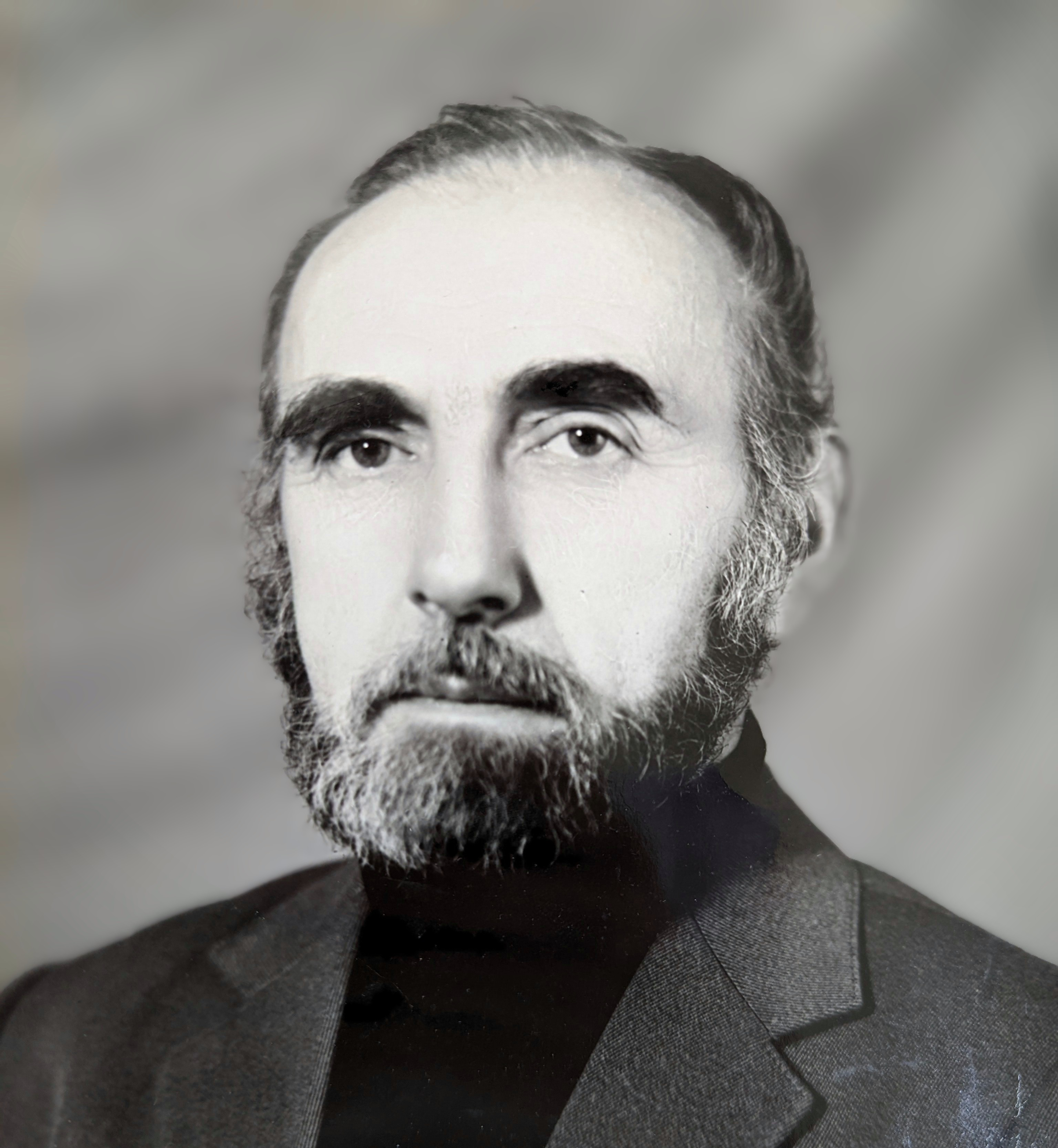
Пушкин Алексей Алексеевич

Алексей Алексеевич Пушкин (14 августа 1936, Мурманск, Ленинградская область — 28 июня 1998, Суходолье, Ленинградская область) — старший мастер-электрик атомного ледокола «Ленин».

## Биография
Родился 14 августа 1936 года в городе Мурманск. Русский.
Окончил 8 классов школы, два года учился в Ленинградском высшем инженерном морском училище. В 1954 году плавал учеником электрика на дизель-электроходе «Енисей» Мурманского государственного морского пароходства. Участвовал в переходе дизель-электрохода по Северному морскому пути из Мурманска во Владивосток и обратно.
Осенью 1955 года был призван в ВМФ. В феврале 1957 года демобилизовался и вернулся в Мурманское пароходство. В 1957—1958 годах работал электриком на пароходе «Сибиряков», зимовал на нём в бухте Тикси.
В 1959 году был переведён на только что построенный атомный ледокол «Ленин». Трудился электриком и мастером-электриком атомной паропроизводительной установки, обеспечивая её бесперебойную работу в арктических плаваниях.
С 1967 году в связи с капитальным ремонтом и переоборудованием атомохода «Ленин» плавал на дизель-электроходе «Лена», доставлявшем грузы из Западной Европы в Канаду.
В 1969 году вернулся на атомный ледокол «Ленин» и был назначен старшим мастером-электриком. Атомный ледокол «Ленин» работал на трассе Северного морского пути, проводил во льдах транспортные суда в устье реки Енисей и пролив Вилькицкого, обеспечивал продлённую навигацию в порт Дудинка, совершал сверхранние рейсы к полуострову Ямал, помогал проводить суда в Восточном районе Арктики. Плавал на атомоходе до декабря 1989 года, когда ледокол после 30 лет работы совершил свой последний рейс.
Указом Президиума Верховного Совета СССР от 19 декабря 1989 года за успехи, достигнутые в обеспечении круглогодичных перевозок грузов в условиях Арктики и Крайнего Севера, выполнении обязательств по договорам, удовлетворении потребности населения северных районов в транспортных услугах Пушкин Алексей Алексеевич награждён орденом Трудовой Славы 1-й степени (№688). Также награждён орденами Трудовой Славы 2-й (02.04.1981 №6859) и 3-й (22.04.1975 №15973) степеней. Полный кавалер Трудовой Славы. Беспартийный. 
С января 1990 года работал мастером-электриком на ледоколе «Вайгач» Мурманского морского пароходства.
Был женат. Имеет дочь 1961 г. рождения. 
Вышел на пенсию в 1995 году. Проживал в городе Мурманске и поселке Суходолье в Приозерском районе Ленинградской области.
Погиб в велосипедной аварии в п. Суходолье в июне 1998 года.